# Movimento Democratico Popolare
Il Movimento Democratico Popolare (in inglese: Popular Democratic Movement - PDM) è un partito politico della Namibia di orientamento conservatore e liberale fondato nel 1977; inizialmente designato come Alleanza Democratica di Turnhalle (Democratic Turnhalle Alliance - DTA), ha assunto l'odierna denominazione nel 2017.
Il nome originario evocava la Conferenza costituzionale di Turnhalle, tenutasi dal 1975 al 1977 a Windhoek, all'interno di una palestra (Turnhalle, dal tedesco); a seguito degli accordi intercorsi, la Namibia ottenne una parziale autonomia dal Sudafrica.

## Risultati elettorali
| Elezione          | Voti    | %     | Seggi   |
| ----------------- | ------- | ----- | ------- |
| Parlamentari 1994 | 101.748 | 20,78 | 15 / 72 |
| Parlamentari 1999 | 50.824  | 9,48  | 7 / 72  |
| Parlamentari 2004 | 42.070  | 5,14  | 4 / 72  |
| Parlamentari 2009 | 25.393  | 3,17  | 2 / 72  |
| Parlamentari 2014 | 42.933  | 4,80  | 5 / 96  |
| Parlamentari 2019 | 136.576 | 15,65 | 16 / 96 |

| Elezione           | Candidato       | Voti    | %     | Esito         |
| ------------------ | --------------- | ------- | ----- | ------------- |
| Presidenziali 1994 | Mishake Muyongo | 114.843 | 23,66 | ❌ Non eletto |
| Presidenziali 1999 | Katuutire Kaura | 51.939  | 9,64  | ❌ Non eletto |
| Presidenziali 2004 | Katuutire Kaura | 41.905  | 5,12  | ❌ Non eletto |
| Presidenziali 2009 | Katuutire Kaura | 24.186  | 3,02  | ❌ Non eletto |
| Presidenziali 2014 | McHenry Venaani | 44.271  | 4,97  | ❌ Non eletto |
| Presidenziali 2019 | McHenry Venaani | 43.959  | 5,32  | ❌ Non eletto |